# Pterochirella tuerkayi
Pterochirella tuerkayi är en kräftdjursart som beskrevs av Schulz 1990. Pterochirella tuerkayi ingår i släktet Pterochirella och familjen Aetideidae. Inga underarter finns listade i Catalogue of Life.